# Bogusław Sobczuk
Bogusław Sobczuk (ur. 25 lipca 1947 w Złocieńcu) – polski aktor, dziennikarz i konferansjer.

## Życiorys
W 1971 ukończył studia na Wydziale Filologii Polskiej Uniwersytetu Jagiellońskiego. Od 1971 pracował w krakowskiej rozgłośni Polskiego Radia. W 1977 uzyskał uprawnienia aktorskie bez zdawania egzaminu. W latach 70. wspólnie z Jerzym Stuhrem prowadził programy z cyklu Spotkanie z Balladą, a pod koniec lat 80. – Pegaz. Gościnnie występował w Teatrze im. Solskiego w Tarnowie. Był pracownikiem dydaktycznym Uniwersytetu Jagiellońskiego. Jest członkiem Stowarzyszenia Filmowców Polskich.

## Filmografia

### Filmy kinowe
- Człowiek z marmuru (1976) jako redaktor TV
- Wodzirej (1977) jako dyrektor Wydziału Kultury
- Bez znieczulenia (1978) jako uczestnik programu tv Trzech na jednego
- Szansa (1979) jako dyrektor Kos
- Golem (1979) jako oficer śledczy
- Amator (1979) jako Kędzierski, redaktor w telewizji
- Czułe miejsca (1980) jako komentator TV dr. Stein
- Człowiek z żelaza (1981) jako redaktor TV
- To tylko rock (1984) jako Ogrodowicz
- Mrzonka (1985) jako komentator Wiadomości Chwili
- Magnat (1986) jako przewodnik
- Życie wewnętrzne (1986) jako reporter
- Bohater roku (1986) jako Chodkiewicz
- Oszołomienie (1988) jako generał
- I skrzypce przestały grać (1988) jako R. Hoess, komendant obozu
- Łabędzi śpiew (1988) jako dentysta
- Zabić na końcu (1990) jako dziennikarz TV
- V.I.P. (1991) jako Lipert
- Koniec gry (1992) jako przedstawiciel biura podróży
- Wirus  (1996) jako dziennikarz

### Seriale TV
- Układ krążenia (1977-1978) jako Sylwin, następca Marszała w ministerstwie (gościnnie)
- Najdłuższa wojna nowoczesnej Europy (1979-1981) jako Stanisław Frankowski, syn Katarzyny i Władysława (gościnnie)
- Tulipan (1986) jako adwokat
- Ekstradycja (1995) jako minister spraw wewnętrznych
- Ekstradycja 2 (1996) jako minister spraw wewnętrznych (gościnnie)
- Klan (1997) jako szef kliniki przy Trakcie Lubelskim
- Pierwsza miłość (2011) jako dyrektor

### Etiudy filmowe
- Coś wesołego (1980) jako adiunkt

## Życie prywatne
W 1968 został skazany na siedem miesięcy więzienia w zawieszeniu na trzy lata za kolportaż ulotek antypaństwowych podczas wydarzeń marcowych. Spędził dwa miesiące w areszcie tymczasowym. W 1991, na skutek rewizji nadzwyczajnej ministra sprawiedliwości, został uniewinniony przez Sąd Najwyższy. 
W 2007 został nieprawomocnie skazany na dwa lata pozbawienia wolności w związku z oskarżeniem o wykorzystywanie seksualne syna w latach 2001–2003. Podczas śledztwa nie przyznał się do winy, uznał zarzuty za absurdalne i nazwał je elementem zemsty ze strony byłej partnerki. W 2008 Sąd Apelacyjny uchylił w całości wyrok skazujący i, ze względu na szereg nieprawidłowości w prowadzonym postępowaniu, skierował sprawę do ponownego rozpatrzenia. Proces rozpoczął się od początku i w 2010 zapadł wyrok uniewinniający. W trzecim procesie w 2012, dotyczącym molestowania syna, został skazany na osiem miesięcy w zawieszeniu na trzy lata. W 2013 wyrok uprawomocnił się.